# ОШ „Доситеј Обрадовић” Прековце
Основна школа “Доситеј Обрадовић” се налази у месту Прековце у општини Ново Брдо. Школа носи назив по српском просветитељу и реформатору Доситеју Обрадовићу.

## Историјат школе
Одмах након Другог светског рата, основане су три школе у местима: Прековце, Извор и Зебинце и све до 1960. године радиле су као одвојене, да би се поменуте године ујединили у једну школу са два истурена одељење, под називом Српска основна школа – Прековце.
Године 1962. школа мења назив у “Моша Пијаде”, да би 1992. године школа добила име које носи и данас. Школу тренутно похађа 71 ученика у матичној школи у Прековцу и истуреним одељењима у Извору у Зебинцу.